# Gerichtsbezirk Lichtenwald
Der Gerichtsbezirk Lichtenwald (slowenisch: sodni okraj Sevnica) war ein dem Bezirksgericht Lichtenwald unterstehender Gerichtsbezirk im Bundesland Steiermark. Er umfasste Teile des politischen Bezirks Rann (Okraj Brežice) und wurde 1919 dem Staat Jugoslawien zugeschlagen.

## Geschichte
Der Gerichtsbezirk Lichtenwald wurde durch eine 1849 beschlossene Kundmachung der Landes-Gerichts-Einführungs-Kommission geschaffen und umfasste ursprünglich die 12 Gemeinden Anze, Armensko, Blanca, Brezje, Gorica, Rastež, Reichenburg, Rozno, Senovo, Sevenca, Stolovnik und Zabukovje. Der Gerichtsbezirk Lichtenwald bildete im Zuge der Trennung der politischen von der judikativen Verwaltung ab 1868 gemeinsam mit den Gerichtsbezirken Drachenburg und Rann den Bezirk Rann.
Der Gerichtsbezirk wies 1910 eine Bevölkerung von 11.541 Personen auf, von denen 11.192 Slowenisch (97,0 %) und 141 Deutsch (1,2 %) als Umgangssprache angaben.
Durch die Grenzbestimmungen des am 10. September 1919 abgeschlossenen Vertrages von Saint-Germain wurde der Gerichtsbezirk Lichtenwald gänzlich dem Königreich Jugoslawien zugewiesen.

## Gerichtssprengel
Der Gerichtssprengel Lichtenwald umfasste vor seiner Auflösung die 13 Gemeinden Anže (Ansche), Armeško (Armeschko), Blanca (Blanza), Brezje (Bresje), Golobinjek (Taubenbach), Gorica (Goritza), Planina (Montpreis), Rastes, Rajenburg (Reichenburg), Senovo, Sevnica (Lichtenwald), Stolovnik und Zabukovje (Sabukovje).